# لودوویک تورپن
لودوویک تورپن (فرانسوی: Ludovic Turpin‎؛ زادهٔ ۲۲ مارس ۱۹۷۵) دوچرخه‌سوار اهل فرانسه است.